# Distretto di Delhi Centro
Il distretto di Delhi Centro è un distretto di Delhi, in India, di 644 005 abitanti. La sede del distretto è situata nel quartiere di Darya Ganj.